# Englebert

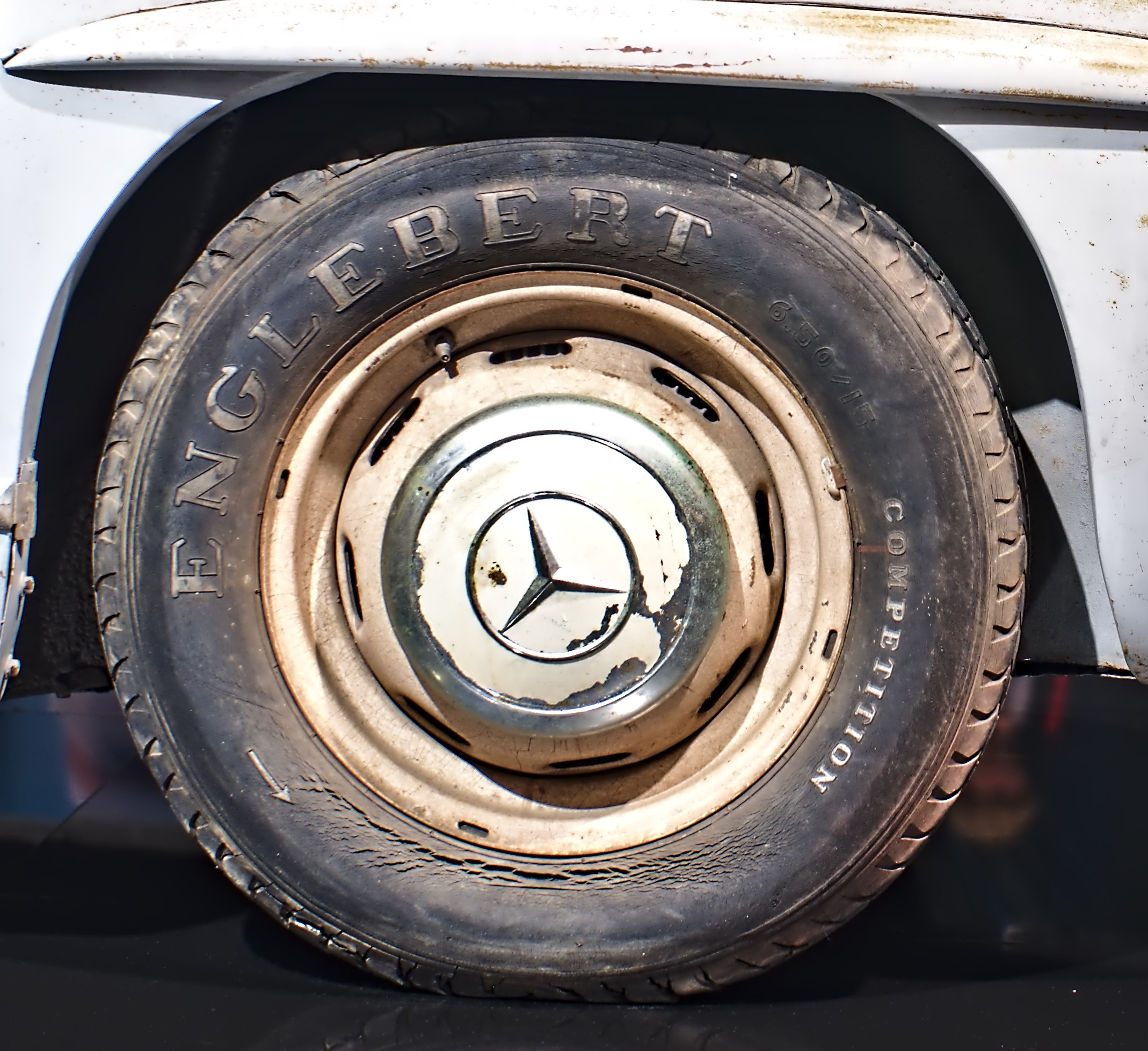

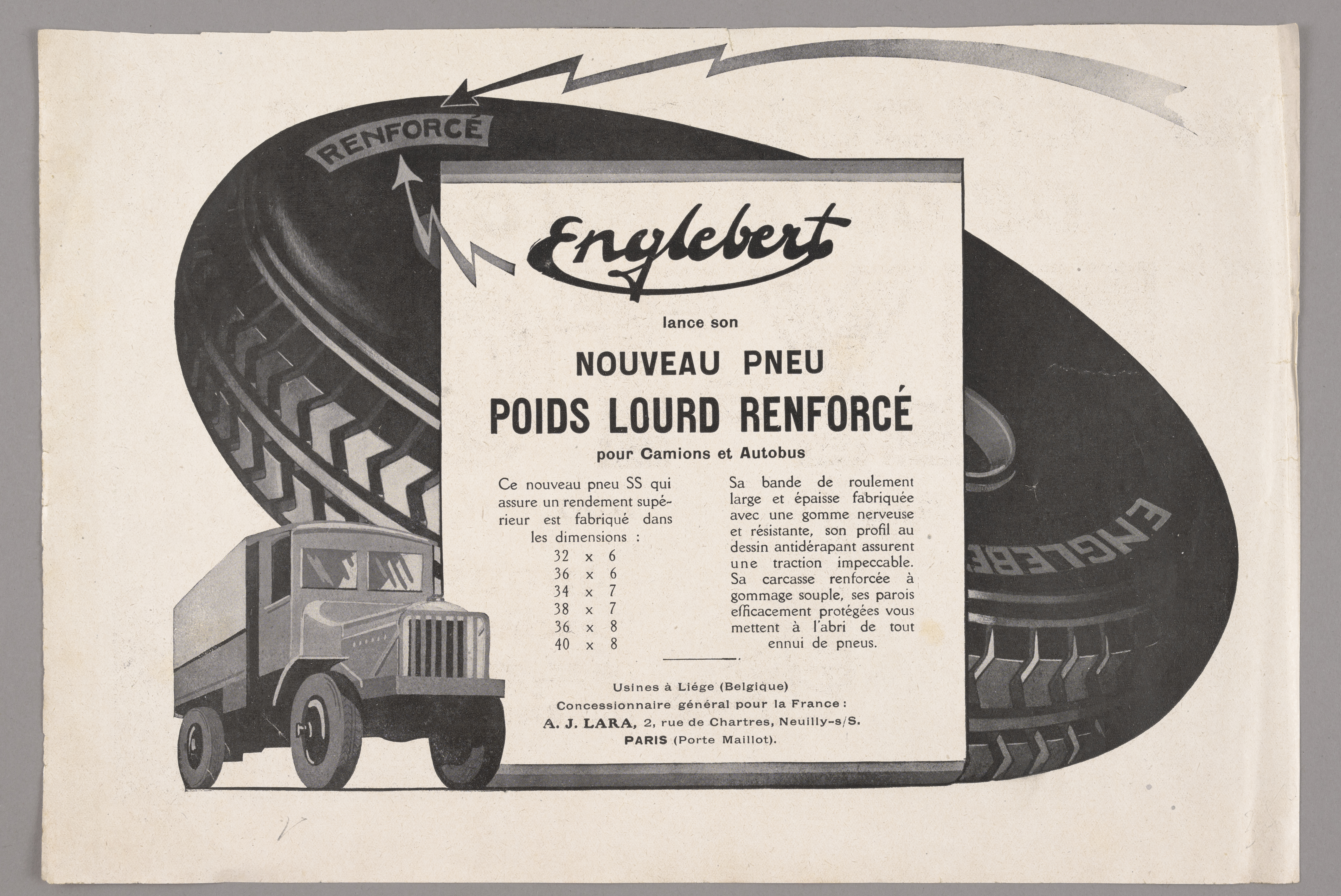
Reclame voor autobanden van het merk Englebert

Englebert was een Belgische firma gekend voor zijn productie van banden en andere kunststoffen. Gedurende de Tweede Wereldoorlog maakte ze ook gasmaskers. 
De firma werd gesticht in 1871 door Oscar Englebert, en haalde vooral bekendheid door de levering van banden aan 61 races in de Formule 1 en 8 overwinningen van Scuderia Ferrari in de jaren '50 van de twintigste eeuw. Daarnaast was het bedrijf enige tijd sponsor van de gelijknamige Congolese voetbalclub F.C. Englebert, nu TP Mazembe.

## Geschiedenis
Na de oprichting in 1898 in België werd er een tweede fabriek te Duitsland gebouwd in 1929. Vanaf 1931 werd de officiële naam Société du Pneu Englebert. 
Het bedrijf groeide mede door de overname in 1936 van een concurrent uit Clairoix (Frankrijk) en door het aangaan van een partnerschap met de Amerikaanse firma US Rubber Overseas in 1956.  In 1966 werd de naam gewijzigd in Uniroyal Englebert.
De firma werd in 1979 overgenomen door Continental AG.
Net voor de Tweede Wereldoorlog in 1940 maakte de firma enkele gasmaskers, waaronder de modellen E2 en de EV639. Heel dikwijls wordt het model L702 waarvan er 4 miljoen onder de Belgische burgerbevolking werd uitgedeeld verkeerdelijk toegewezen aan Englebert terwijl deze van de firma SBA zijn.